# Borgare
Borgare (tyska: Bürger), även borgerskap eller (franska) bourgeoisie, avsåg ursprungligen en innehavare av burskap, det vill säga personer med rättighet att bedriva näringsverksamhet, handel och hantverk, ofta inriktat på en särskild ort. Vilka näringar staden hade, om utrikeshandel fick bedrivas och vilka borgarna fick upphandla av, reglerades av stadsprivilegier. Borgarna lydde under stadslagar.
Borgare ägde rätt att delta i stadens beslutande organ som leddes av borgmästaren och stadsrådet, samt rätt att dömas efter stadslagen. De betalade förmögenhetsskatt (borgerlig tunga). De kunde dessutom vara delaktiga i förvaltningen av försvarsmakten, brandsäkerheten, nattvakten och kyrkan.

## Etymologi, bakgrund och historik
Ordet borgare kommer av det tyska ordet Bürger, "borginvånare". Under medeltiden använde man i stället oftast begreppet byaman. Den kvinnliga motsvarigheten till borgare är borgerska. Dessa borgare kunde vara fiskarborgare, köpmän eller hantverkare. 
Historiskt har borgerskap i Sverige även avsett en stads beslutande församling; en föregångare till dagens kommunstyrelser.
Borgerskap kan även betyda borgarståndet som samhällsklass, se nedan.

### Borgarståndet i Sverige
Borgarna utgjorde i någon egentlig mening under medeltiden inget stånd i Sverige. Genom de särskilda stadslagarna kom dock borgarna att tillhöra en egen grupp liknade borgarståndet i andra länder. I Sverige var troligen borgarna representerade redan vid Arboga möte 1435.

## Modern tid (1800-talet och framåt)
I modern svenska är ordet borgare också liktydigt med sympatisör till något av de fyra borgerliga partierna. Betydelseförskjutningen beror till en del på de borgerliga partiernas fokus på näringslivet. Inom socialistisk terminologi avses medlemmar av bourgeoisien, "borgarklassen".

### Marxistisk betydelse
Inom marxistisk politik, ekonomi och samhällsteori avser bourgeoisie, "borgarklassen", den borgerliga, egendomsägande samhällsklassen. Den står enligt Marx i motsats till den proletära klassen, alltså arbetarklassen som i ett kapitalistiskt samhälle endast äger sin förmåga till lönearbete.

## Regionala variationer

### London
City of Londons lokala myndighet(en) utfärdar än i dag borgarebrev. Detta har en viss betydelse, då man måste vara borgare för att ha rätt att delta i stadens styre. Sedan 1996 har borgarbrev utfärdats även till icke-brittiska medborgare.